# Louis Hentges

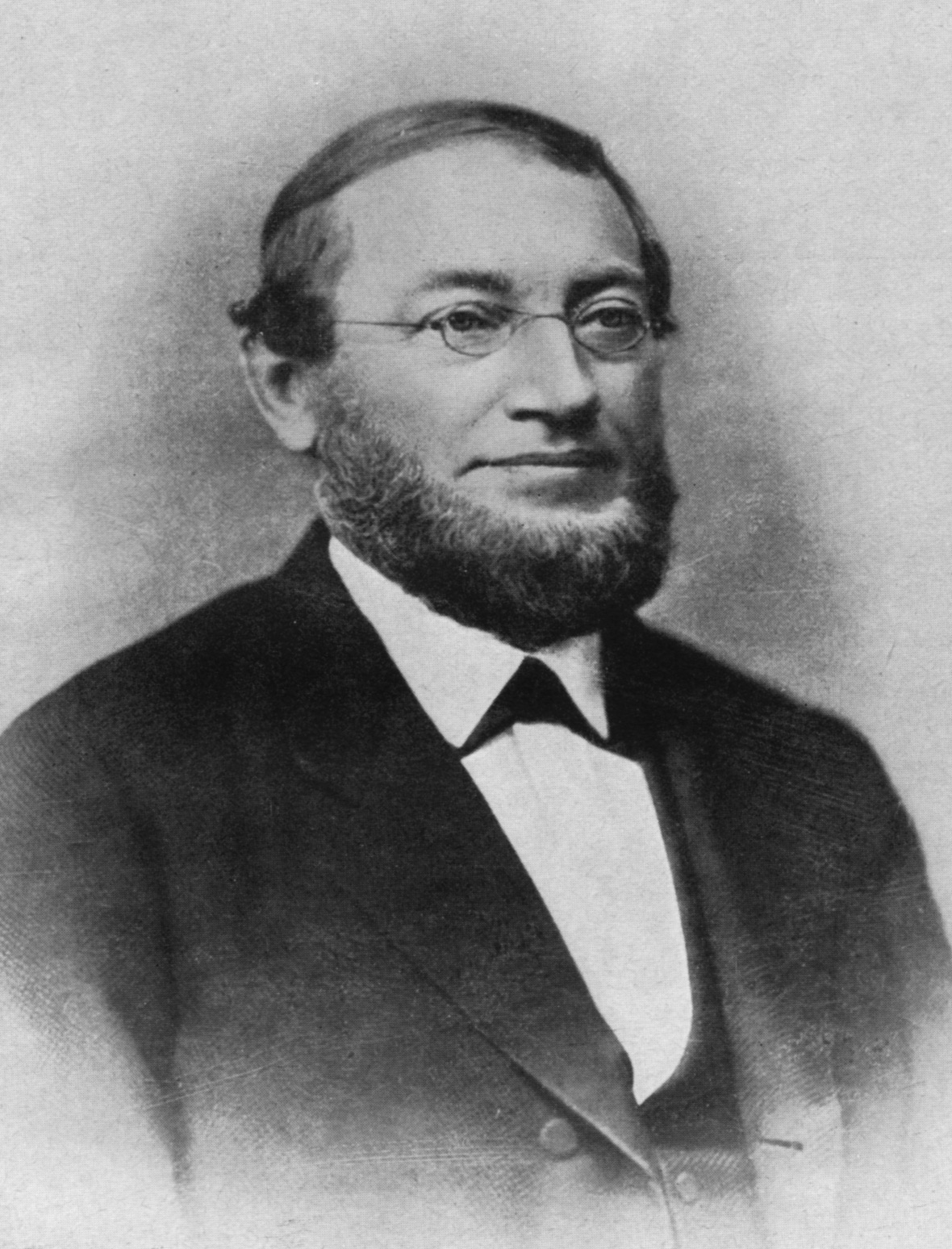
Louis Hentges

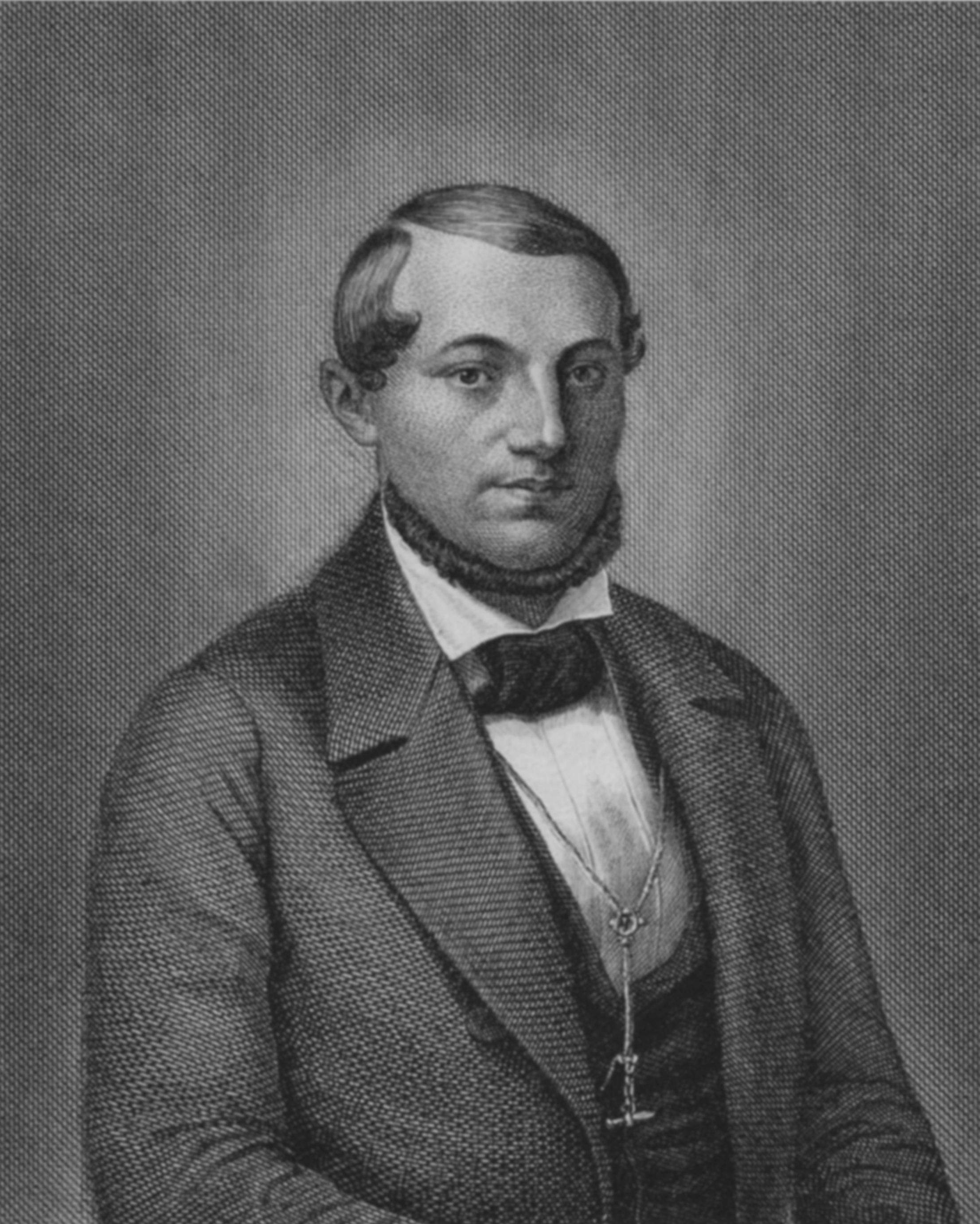
Louis Hentges

Johann Ludwig „Louis“ Hentges (* 6. September 1818 in Heilbronn; † 9. November 1891 ebenda) war Gastwirt und Bierbrauer aus Heilbronn. Er war langjähriges Mitglied der Heilbronner bürgerlichen Kollegien und 1848/49 Mitglied der Frankfurter Nationalversammlung.

## Leben
Er war der Sohn eines Heilbronner Bierbrauers, besuchte Schulen in Heilbronn, erlernte dann vom Vater die Bierbrauerei und übernahm schließlich das väterliche Gasthaus Zum Löwen in der Paulinenstraße 1. Das Gasthaus war Versammlungsort während der Märzrevolution 1848, wobei er auch selbst als Redner in Erscheinung trat. Nachdem er am 26. März 1848 eine Volksversammlung in Heidelberg besucht hatte, sprach Hentges abends vor dem Heilbronner Rathaus, wobei es zu Drohungen gegenüber „Reaktionären“ kam. Ein gemäßigter Kandidat für die Frankfurter Nationalversammlung, der Lehrer des Heilbronner Karlsgymnasiums Christian Märklin, wandte sich erst anonym, später offen im Heilbronner Tagblatt gegen Hentges, worauf es sowohl zwischen dem Tagblatt und dem revolutionären Blatt Neckar-Dampfschiff als auch unter der Bürgerschaft zu Streit kam. Märklin zeigte sich dem nicht gewachsen, so dass Hentges letztlich als dessen Ersatzmann zur Aufstellung kam. Im April 1848 wurde Hentges in die Nationalversammlung gewählt, im Februar 1849 verließ er sie wieder, weil sie nicht seinen Vorstellungen entsprach. Sein Nachfolger wurde Stadtschultheiß Christian August Klett.
Hentges sah sich selbst als Volksmann, der für die Rechte des Volkes eintrat, war aber auch an umstrittenen Beschlüssen beteiligt, die die württembergische Regierung zum Schutz von Baden und der Rheinpfalz, die wegen der Revolutionsunruhen in Bedrängnis geraten waren, und zur Stützung der dortigen Monarchien bewegen sollten. Daraufhin kam es Anfang Juni 1849 zu Unruhen (Katzenmusik) vor seinem Haus und zu Drohungen gegen ihn, die ihn für eine Woche aus seiner Heimatstadt fliehen ließen. Am 10. Juni 1849 veröffentlichte er im Neckar-Dampfschiff eine offene Erklärung, in der er sein Eintreten für die badische Monarchie „nicht mit Vorliebe für das monarchische Prinzip, wohl aber in der Voraussetzung, dass dadurch das längst gewünschte Bündnis der verfassungstreuen Staaten verwirklicht würde“, begründete.
Nach Louis Hentges wurde 1924 die Heilbronner Louis-Hentges-Straße benannt.